# Settala
Settala là một đô thị ở tỉnh Milano, vùng Lombardia của Italia, khoảng 15 km về phía đông Milano. Tại thời điểm ngày 31 tháng 12 năm 2004, đô thị này có dân số 6.460 người và diện tích là 17,5 km².
Đô thịSettala gồm cácfrazioni (đơn vị cấp dưới, chủ yếu là thôn làng) Premenugo and Caleppio.
Settala giáp các đô thị: Vignate, Rodano, Liscate, Comazzo, Merlino, Pantigliate, Paullo, Mediglia.